# Senete
Senete – wieś w Botswanie w dystrykcie Central. Według spisu ludności z 2011 roku wieś liczyła 2440 mieszkańców.